# Юнготи
Юнго́ти (рос. Юнготы, марій. Юнготы) — присілок у складі Гірськомарійського району Марій Ел, Росія. Входить до складу Єласівського сільського поселення.

## Населення
Населення — 92 особи (2010; 132 у 2002).
Національний склад (станом на 2002 рік):
- марі — 100 %